# ライチョウ
ライチョウ（雷鳥、学名:Lagopus muta）は、鳥綱キジ目キジ科ライチョウ属に分類される鳥類。北半球北部に分布し、日本のいくつかの高地に分散して生息する亜種はその南限である。氷河時代の生き残り動物の一つである。日本では国の特別天然記念物で絶滅危惧種であり、環境省や日本動物園水族館協会などにより保護と繁殖支援が行なわれている。
かつての学名はLagopus mutusだったが、属名はギリシャ語由来で女性名詞であるため（従来は男性名詞と思われていた）、種小名が修正された。日本では雷鶏、ライノトリとも呼ばれる。

## 分布
ライチョウ亜科の鳥は世界に6属17種が生息し（但し分類には諸説ある）、ライチョウの仲間では最も寒冷な気候に適応した種である。ユーラシア大陸と北アメリカ大陸の北極海沿岸、ヨーロッパとアジアの一部の高山帯に広く分布する。ピレネー山脈、アルプス山脈、日本には隔離分布している。Johsgardによる1983年の報告で、フィンランドで約8,000羽、イギリスで2,000-20,000羽が生息していると推定されている。日本での生息数は信州大学の推定によると、1980年代の約3000羽から2000年代には2000羽弱へと減少している。　

## 形態

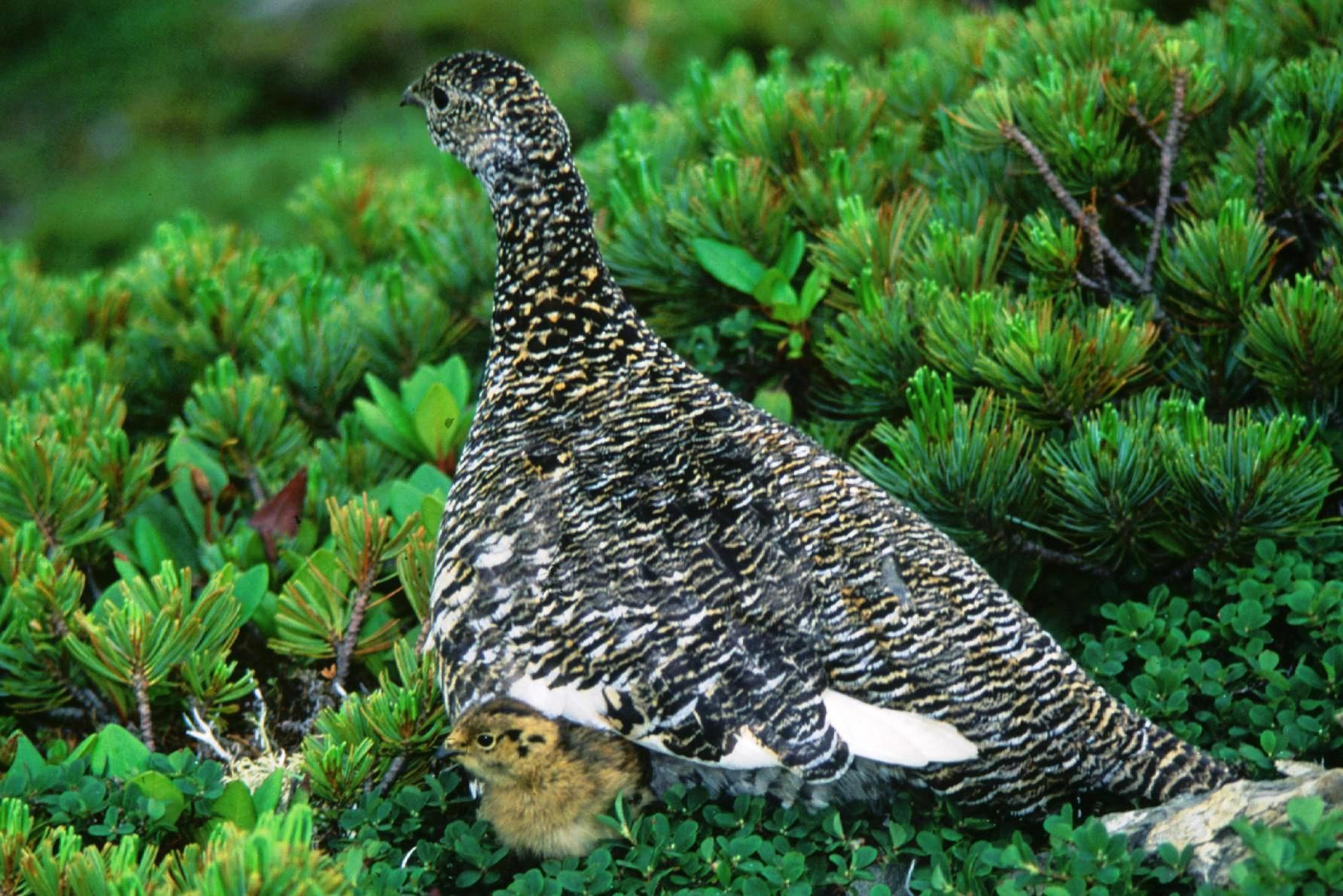
ハイマツ帯に生息するライチョウの母と子

孵化直後の雛は背丈およそ6センチメートルほどで、足は体と比較して大きい。成鳥の体重は400-600グラム程度（ヨーロッパのものがオス375-610グラム、メス347-475グラム）。全長は約37センチメートル、翼長は約20センチメートル、翼開長は約59センチメートル。
夏は褐色・冬は純白と、季節によって羽毛の色が変化するのが特徴である。
冬は羽毛の中に空気をたっぷり蓄えて体温を逃さないようになっている。冬羽は純白で、尾羽の外側とオスの眼先は黒い。羽毛は軸が2つに分かれその軸に付いた細かい羽毛の密度が高いため、空気をたくさん含むことができる。
春は黒い羽毛が混じり始める。夏羽の背面と咽、胸は黒く、茶色の斑が多い。風切羽、腹面は白く尾羽は主に黒色である。オス個体では目の上には赤色の肉冠がある。これはオスの特徴で興奮しているサインである。メスは背中が茶色になる。

## 分類
スカンジナビア半島からコラ半島までのヨーロッパ大陸とスコットランドに分布する秋に翼が灰色になるグループと、これ以外のグループ（北シベリア、アラスカ、北部ユーコン地域、アリューシャン列島に分布する）に分類される。日本の固有亜種のライチョウは、後者である。
以下の亜種の分類は、IOC World Bird List(v 10.1)に従う。分布はIOC World Bird List(v 10.1)および黒田・橋崎(1987)に従う。
Lagopus muta muta (Montin, 1781)
スカンジナビア半島北部、ロシア北西部（コラ半島）
Lagopus muta atkhensis Turner, 1882
アダック島、アトカ島。
L. m. chamberlaini、L. m. sanfordiはシノニムとする。
Lagopus muta dixoni Grinnell, 1909
アラスカ南東部のグレイシャー湾島
Lagopus muta evermanni Elliot, 1896
アッツ島
Lagopus muta gerasimovi Red'kin, 2005
ロシア（カラギンスキー島）
Lagopus muta helvetica (Thienemann, 1829)
アルプス山脈
Lagopus muta hyperborea Sundevall, 1845 スバールバルライチョウ
スバールバル諸島とロシアのフランツ・ヨーゼフ諸島の最北に分布する最大亜種。
Lagopus muta islandorum (Faber, 1822)
アイスランド
Lagopus muta japonica Clark, 1907 ライチョウ
日本（本州中部）固有亜種。飛騨山脈（北アルプス）の乗鞍岳、赤石山脈（南アルプス）、頸城山塊（火打山および新潟焼山）、御嶽山、木曽山脈（中央アルプス）で繁殖する。以前は白山や八ヶ岳などにも分布していた。分布の南限にあたり、大陸と陸続きだった最終氷期に進入して温暖化に伴い高山帯に遺存分布したと考えられている
別名ニホンライチョウ。国の特別天然記念物で絶滅危惧種。
Lagopus muta kurilensis Kuroda, 1924
千島列島
Lagopus muta macruros Schiøler, 1925
グリーンランド北東部
Lagopus muta millaisi Hartert, 1923
スコットランド
Lagopus muta nadezdae Serebrovski, 1926
シベリア南部、モンゴル国北部
Lagopus muta nelsoni Stejneger, 1884
アラスカ南部、アリューシャン列島（ウニマク島・ウナラスカ）
Lagopus muta pleskei Serebrovski, 1926
シベリア北部
Lagopus muta pyrenaica Hartert, 1921
ピレネー山脈中部および東部
Lagopus muta reinhardi (Brehm, 1824)
グリーンランド南部
Lagopus muta ridgwayi Stejneger, 1884
コマンドルスキー諸島
Lagopus muta rupestris (Gmelin, 1789)
北アメリカ
Lagopus muta saturata Salomonsen, 1950
グリーンランド北西部
Lagopus muta townsendi Elliot, 1896
アムチトカ島、キスカ島、小シットキン島
L. m. gabrielsoniはシノニムとする。
Lagopus muta welchi Brewster, 1885
ニューファンドランド島
Lagopus muta yunaskensis Gabrielson & Lincoln, 1951
アメリカ合衆国（ユナスカ島）

## 日本の亜種ライチョウ
日本には亜種ライチョウが本州中部地方の高山帯（頸城山塊(火打山・焼山)、飛騨山脈（北アルプス）、御嶽山、乗鞍岳、木曽山脈（中央アルプス）、赤石山脈（南アルプス））のみに生息する。蛙に似た鳴き声を発する。日本の生息地が、ライチョウの南限である。日本国内の、現在の分布北限は新潟県頸城山塊の火打山と焼山、分布南限は赤石山脈（南アルプス）のイザルガ岳である。
高山植物の芽・種子のほか昆虫類を採餌している。中部大学が北アルプス太郎山で採取した糞をDNA解析したところ、ツツジ科のクロウスゴやガンコウランを中心に53種の植物を食べていることが確認された。
なお、北海道にはエゾライチョウ属Tetrastesのエゾライチョウが生息する。
環境省は生息状況の調査や繁殖の支援を進めている。有精卵を抱かせての孵化や天敵（キツネ、カラスなど）の生息状況調査、動物園飼育個体の野生復帰などである。

### 日本の過去の生息地
江戸時代以前の文献では蓼科山、八ヶ岳、白山にライチョウが生息していたと記録されているが、現在は生息していない。岐阜県・石川県境に位置する白山は大正初期を最後に確認が途絶え、絶滅したとされた。
尾瀬に位置する福島県の燧ケ岳でも1945年頃までライチョウが見られたという住民証言があり、客観的資料はないものの、誤認する可能性のある種が他に生息していないことから本種が生息した可能性は否定できない。なお、同じく尾瀬に位置する至仏山についてはハイマツ帯が存在するが、ライチョウに関する資料は残されていない。
本来ライチョウの繁殖活動が確認されていない八ヶ岳東天狗岳、飯縄山や戸隠連峰高妻山では、1960年代以降数回にわたり登山者により写真撮影されたり、糞が確認されたりしたことがある。これは、本来の生息地である高山帯の生息環境が悪化した事によって、新しい生息場所を求めて飛来した個体と考えられる。

### 日本に生息する種の起源
ライチョウが日本にやって来たのはおよそ2万年前の氷期で、樺太、カムチャッカ半島を経由して本州中央部の高山帯に定住したが、氷期が終わり温暖になったことで大半のライチョウは寒い北へ戻ったが、ごく一部が日本の高山に残った。現在は北極周辺が主な生息地域である。日本のライチョウは一番南の端ということになる。ミトコンドリアDNAの解析結果では、北アルプスに2系統、南アルプスに2系統が生息している。また、年平均気温は現在より2-4℃高かった 6000年前から9000年前のヒプシサーマル期（完新世の気候最温暖期）の前半に著しく個体数を減少させた事が遺伝的多様性に欠けた個体群を形成させた。南部の生息地ほど遺伝的多様性に欠けている。同属のLagopus属の分布で物理的な距離が最も近いのは樺太であり、日本に生息する種は物理的にも隔絶されている。

### 日本の生息数
2005年の調査によれば新潟県頸城山塊の火打山と新潟焼山に約25羽、北アルプス朝日岳から穂高岳にかけて約2000羽、乗鞍岳に約100羽、御嶽山に約100羽、南アルプス甲斐駒ヶ岳から光岳にかけて約700羽生息しているとみられる。日本国内では合わせて約3000羽程度が生息していると推測されている。2007年には南アルプス北岳で絶滅したとの報告があったが2008年には生息が再確認されている。
天敵の猛禽類や動物に捕食される以外に、山小屋などから排出されるゴミに混じる病原体やヒトが持ち込むサルモネラ菌、ニワトリなどの感染症であるニューカッスル病、ロイコチトゾーンの感染により国内のライチョウが減少することが懸念されている。また、登山者の増加に伴い登山道周辺のハイマツ帯が踏み荒らされ劣勢となり次第に減少しており、それに伴いライチョウの生息数も減少している。卵及び幼鳥やメスはオコジョ、テンやキツネなどの天敵に捕食されやすいと考えられ、オスの比率が高い地域は絶滅の前兆とされている。
以前からニホンザルに幼鳥が捕食されているとの情報がもたらされていたが、2015年に捕食しているニホンザルの写真を研究者が撮影した。

## 生態

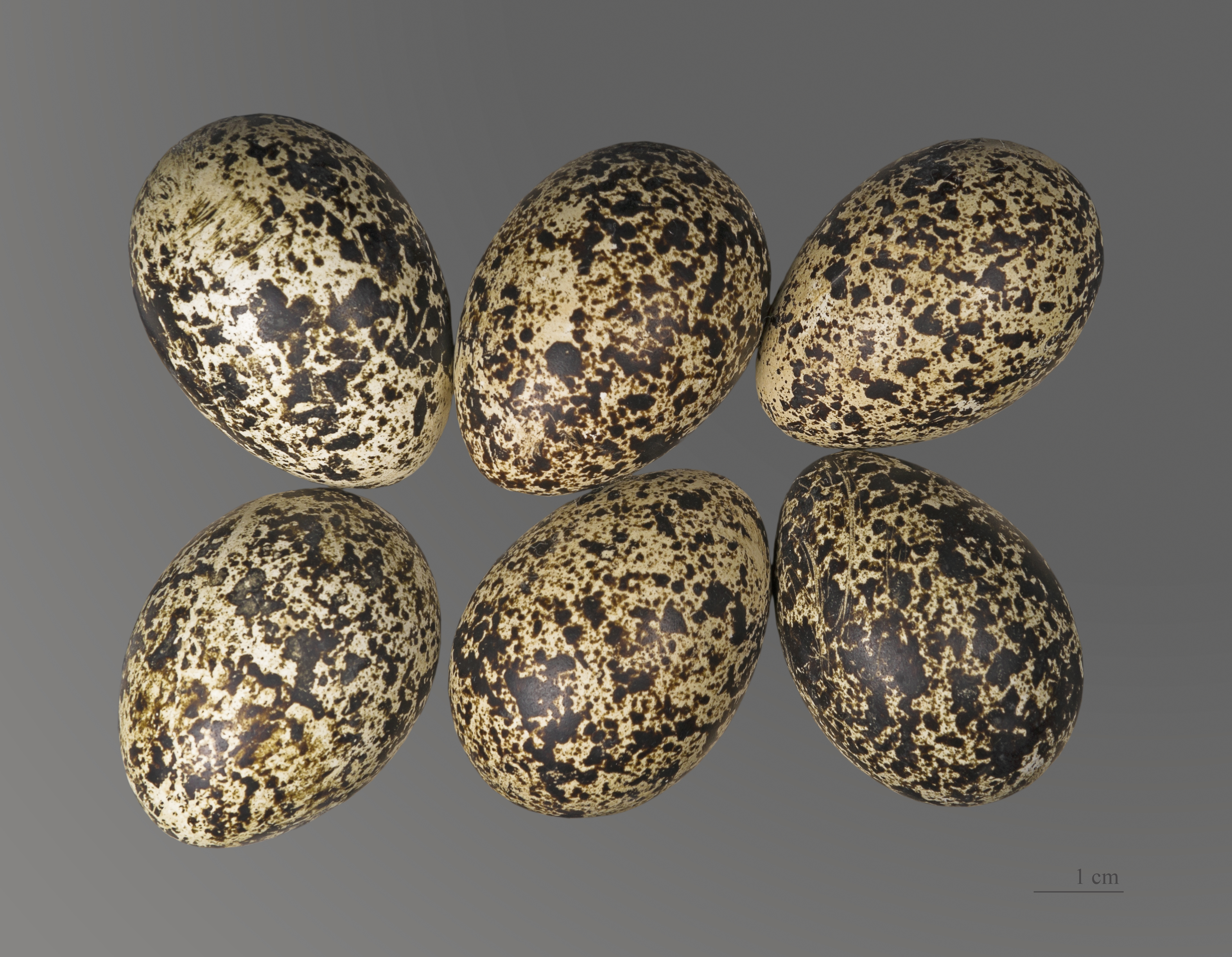
卵

高山やツンドラに生息しており、矮性低木やスゲなどの草本、地衣類や苔類などのカーペット状の植生あるいは岩肌などがモザイク状に現れている環境に生息している。
特に日本では標高2,500m以上の高山帯の岩場やハイマツの茂みなどを隠れ家とし、ハイマツは営巣場所・食物としても利用される（ハイマツは中華人民共和国北東部、日本の高山帯、シベリア極東部、朝鮮半島北部にのみ分布するため、日本のように本種と同所的に分布する地域は限られる）。
巣は地上営巣であり、ハイマツやコケモモなどの枯葉を皿状に組んで巣を作る。
産卵は5月下旬-7月上旬に行われる。産卵用の巣は30cmから40cm程度の比較的背の低いハイマツやシャクナゲ類の陰に作られることが多い。メスは淡黄灰色の暗褐色の大小の斑点がある25g程度の卵を5個から10個程度産み、抱卵を行う。抱卵の時期にはメスは通常より10倍ほど大きな糞をする。
一腹卵数はイタリアアルプスで平均6.8卵、カナダで平均8.7卵、スバールバル諸島で平均7.1卵などであるのに対し、日本の個体群は2006～2007年乗鞍岳調査で平均6.04卵であり一腹卵数は最少とみられている。抱卵はメスのみが行い、20～23日程度で孵化する。
営巣成功率（少なくとも1羽のヒナが孵化する割合）は、イタリアアルプスで50%、ノルウェー領スバールバル諸島で52～56%、カナダで55.3%で、これらの地域では営巣環境の被覆度が低いとされる。一方、日本の乗鞍岳の調査では営巣成功率は、2006年に75.3%、2007年に61.1%で、ハイマツに営巣することによって高い営巣成功率を維持しているとみられている。しかし、日本の個体群については、ハシブトガラスやハシボソガラスの増加、キツネやテンなどの哺乳類の侵入により、営巣成功率は高いがヒナの死亡率も高い傾向にあり、大型ケージの設置などの保護が行われている。

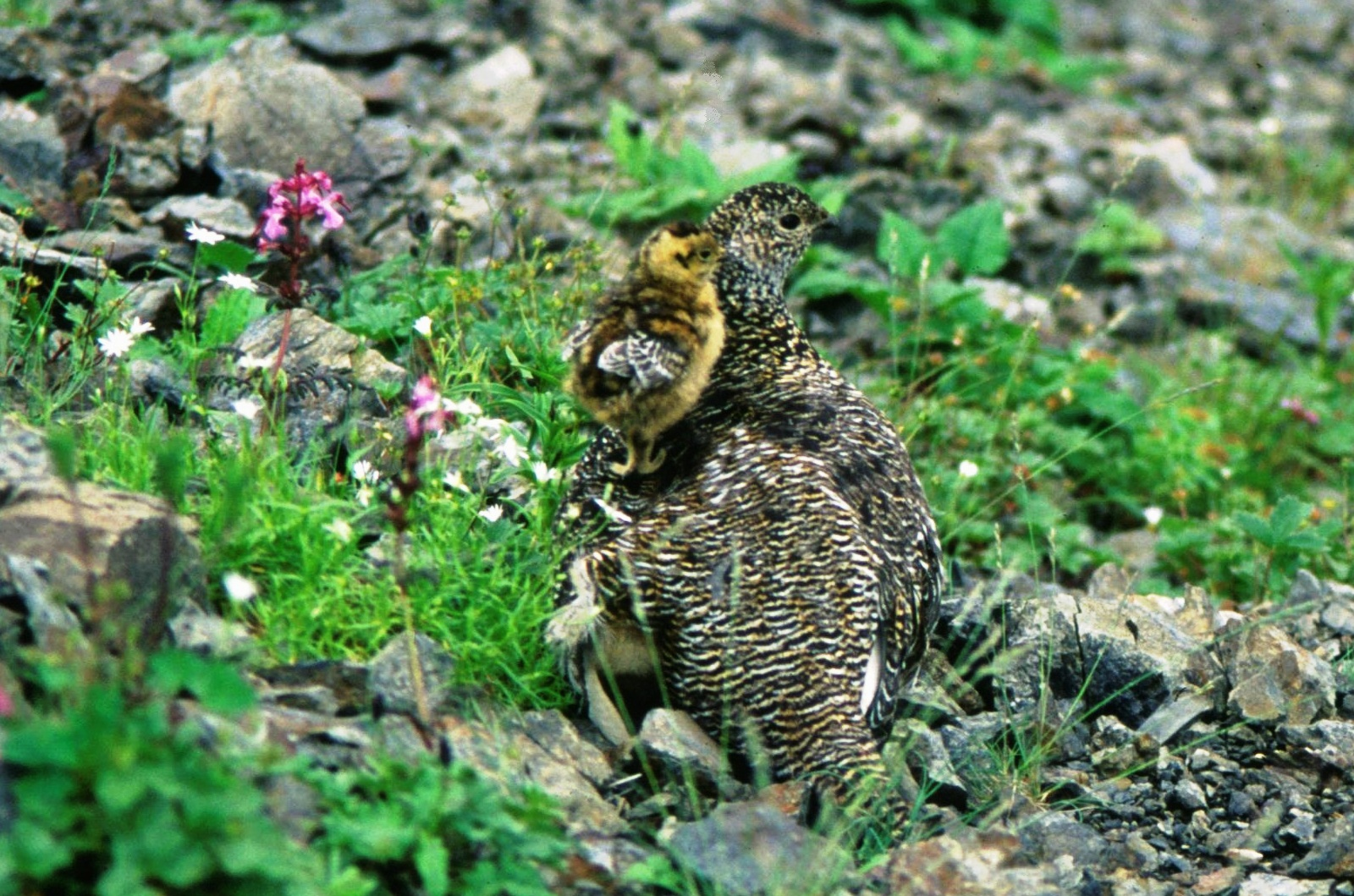
ライチョウの親子と高山植物（荒川岳にて）
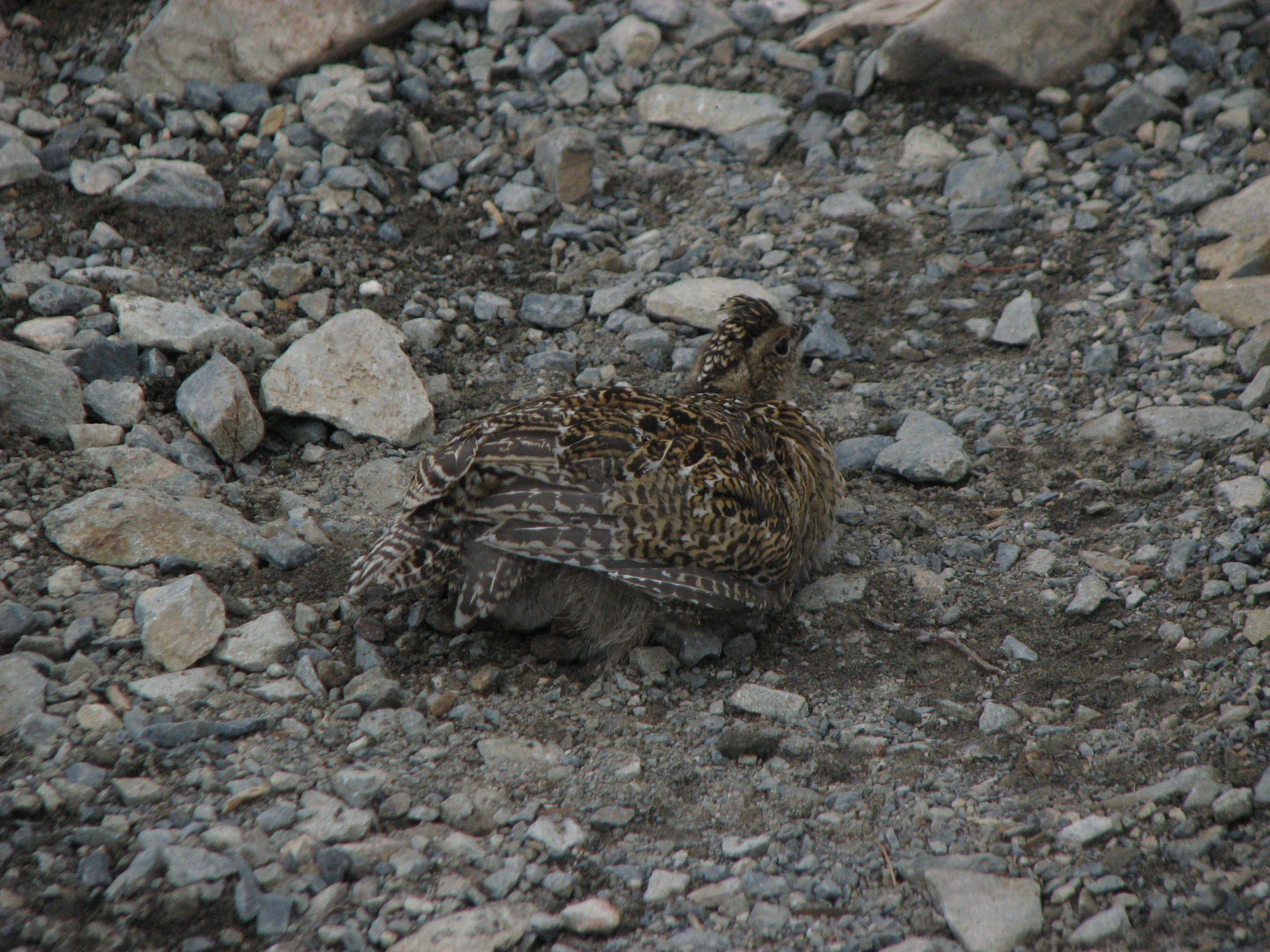
砂浴びする幼鳥（間ノ岳南稜コルにて）
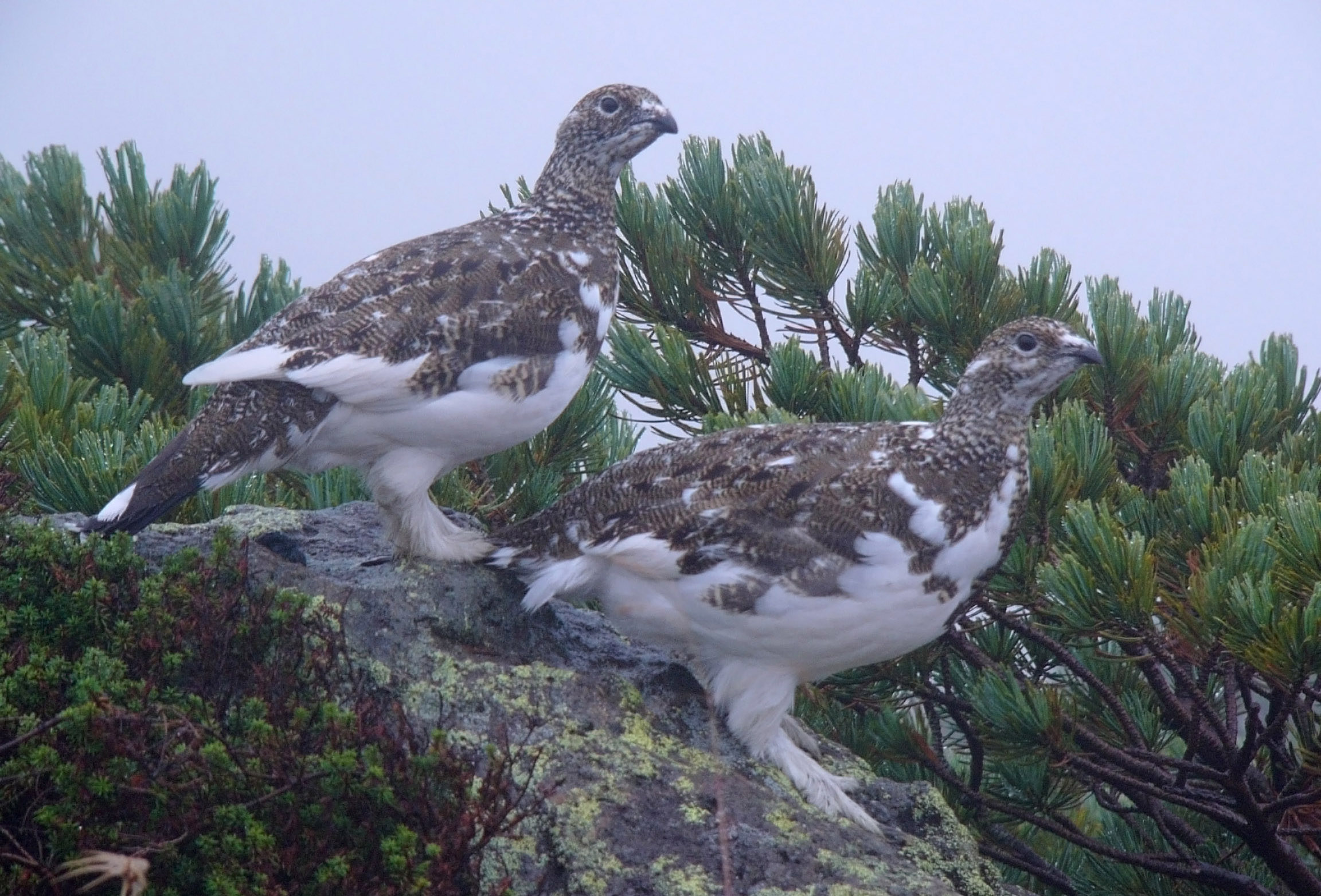
冬毛に変わる途中
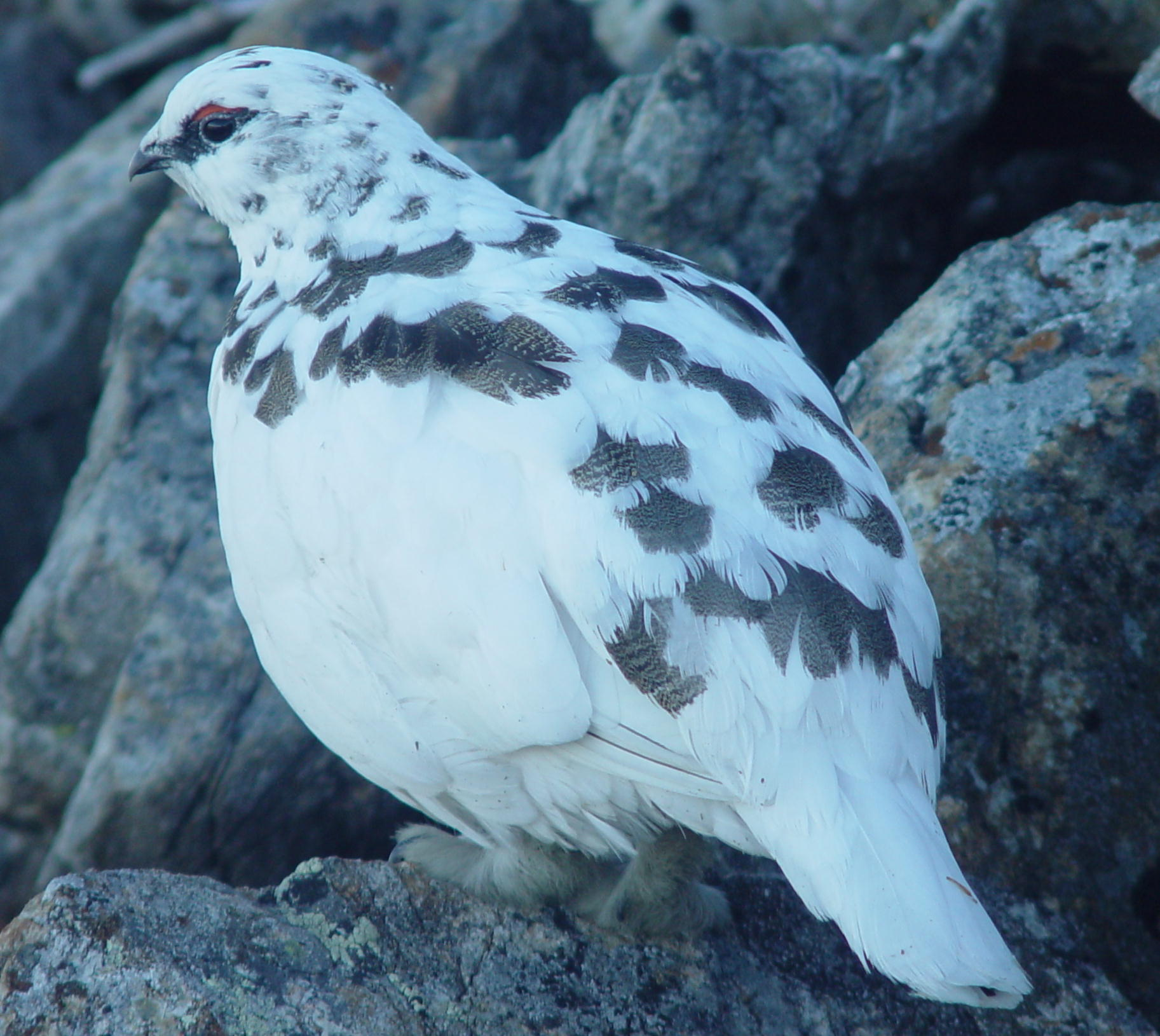
雄（晩秋、上河内岳）
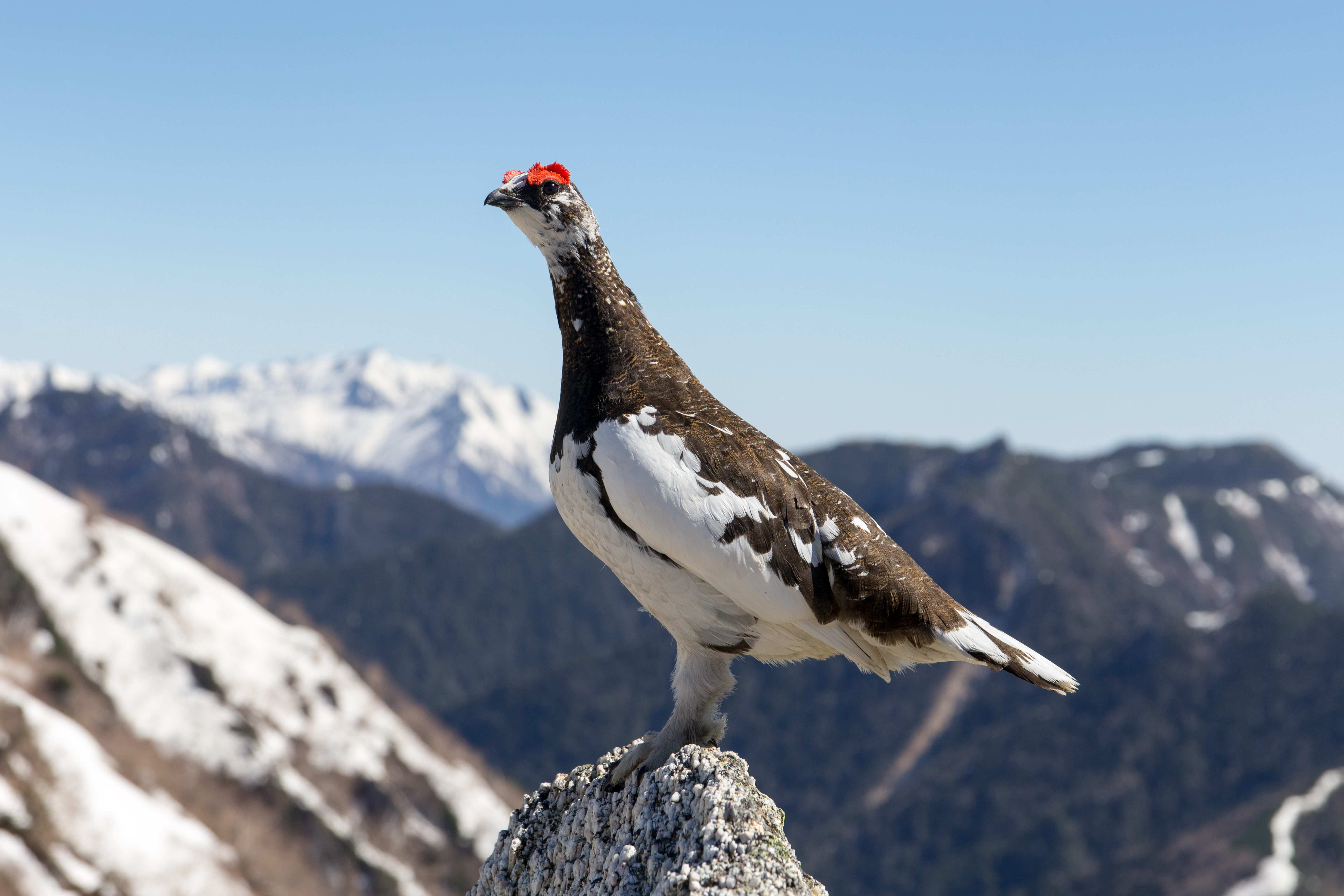
雄（燕岳にて）

## 人間との関係
スキー場建設などの観光開発や家畜の放牧などによる生息地の破壊、狩猟、送電線による衝突死、人間による攪乱などにより、生息数は減少している。アルプスでは気候変動、北極圏では温暖化による低木林の増加による影響が懸念されている。一方で2016年の時点では分布が非常に広く生息数も非常に多いと考えられているため、種として絶滅のおそれは低いと考えられている。
ヨーロッパのいくつかの国、中国、日本でレッドリストの指定を受けていて、その他の地域では狩猟対象となっているところがある。

### 欧州
ドイツ連邦狩猟法（Bundesjagdgesetz=BJG）ではかつて主要狩猟動物だった種に関する一定の禁猟措置や違反に対する刑法罰（密猟罪）等の規定も設けられ、ライチョウについてはヨーロッパオオライチョウなどとともに狩猟動物目録に掲載された上で年間を通して禁猟の措置がとられた。
スウェーデンでは、1978-1980年に年間11,700羽ほどのライチョウが捕獲されている。アイスランドでは、狩猟による生息数への影響調査が行われている。

### 日本
富山県、長野県、岐阜県の県鳥に指定されている。
イヌワシなど猛禽類の天敵を避けるため朝夕のほかに雷の鳴るような空模様でも活発に活動することが名前の由来と言われているが、実際のところははっきりしていない。古くは「らいの鳥」と呼ばれており江戸時代より火難、雷難よけの信仰があったが、「らい」が初めから「雷」を指していたかは不明である。ヨーロッパや北アメリカでライチョウ類は重要な狩猟対象の鳥として古くから利用されていて、信仰の対象として崇められていた日本とは対照的である。狩猟文化があるイギリス人のウォルター・ウェストンが日本に長期滞在した際の1894年（明治27年）8月8日に常念岳周辺でライチョウの狩猟を行っていた。
文献上では1200年の歌集『夫木和歌抄』で後白河法皇が、「しら山の 松の木陰に かくろひて やすらにすめる らいの鳥かな」と詠んだのが初出とされる。江戸時代初期に中国の明から渡来した高泉性潡が『鶆（らい）』を著し、この名称も用いられるようになった。1711年（正徳元年）に加賀藩がライチョウを見た白山と立山の登拝者から調査した調査では「らいの鳥」が用いられ、1720年（享保5年）の調査では「らいの鳥」と「雷鳥」の両方が用いられていた。江戸時代には立山、白山、御嶽山にライチョウが生息していることが、登拝者により広く知られていて、江戸時代後期に牧野貞幹が『野鳥写生図』でライチョウのオスとメスを写生し「鶆鳥」と表記し、毛利梅園が『毛利禽譜』で白山のライチョウのオスと雛を写生して「雷鳥」と表記している。1779年（安永8年）に葛山源吾兵衛の『木の下陰』などにあるように長野県の諏訪地域や上伊那地域では「岩鳥」と呼ばれていて、1834年（天保5年）の『信濃奇勝録』の乗鞍岳のものには「がんてう」の振り仮名が付けられていた。1813年（文化10年）の小原文英による『白山紀行』の写生図では「雷鳥」と「鶆鳥」の両方を記している。地方名では富山県で「閑古鳥」、木曽の御嶽山で「御鳥」などの記録がある。
1916-1918年（大正5-7年）の百科事典『広文庫』で「雷鳥に鶆に作るは誤、本邦の神鳥にして支那になし」と記載され、「雷鳥（ライチョウ）」の名称が一般的となった。

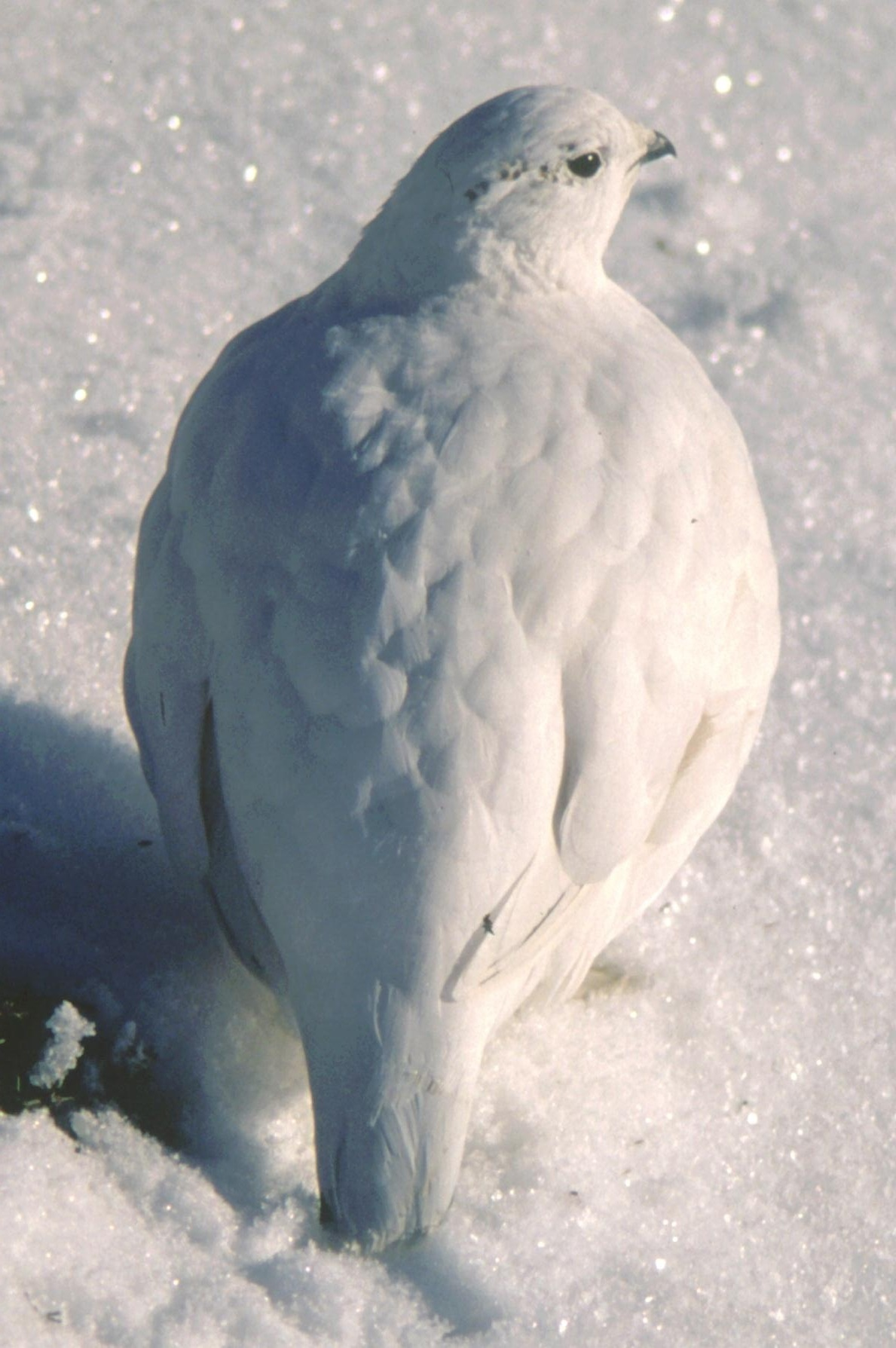
ライチョウ(冬毛・雌)
（南アルプス小河内岳にて）

日本のライチョウは江戸時代よりずっと以前、古代から山岳信仰登拝者に知られ、神秘性を帯びた「神の使者」の鳥とされていた。江戸時代までは、宗教的な殺生禁断の戒律を守る人も多く、ライチョウがに人により捕獲されることは少なかったと考えられている（日本の獣肉食の歴史」も参照）。
このように江戸時代までは捕殺の対象とされることは少なかったが、明治時代に一時乱獲され、下記年表のように法律で保護され、現在に至っている。
- 明治時代：西洋思想の流入と、狩猟具の発達に伴い狩猟が行われていた。
- 1895年（明治28年）3月27日：狩猟法施行細則により、雷鳥および松鶏の狩猟停止期間が4月16日から8月14日までと定められた[40]。
- 1901年（明治34年）：狩猟法が改定されその狩猟停止期間が4月16日から10月14日までと定められた。
- 1910年（明治43年）：ライチョウが、狩猟法の保護鳥に指定されて、捕獲禁止となった。
- 1923年（大正12年）：ライチョウが、史蹟名勝天然紀念物保存法により天然記念物に指定された[41]。
- 1969年（昭和44年）3月31日：鳥獣保護及狩猟ニ関スル法律により、白山周辺の山域が白山鳥獣保護区に指定された[42]。
- 1972年（昭和47年）11月30日：ニホンライチョウが、特殊鳥類の譲渡等の規制に関する法律により特殊鳥類に指定された[43]。
- 1984年（昭和59年）11月1日：鳥獣保護及狩猟ニ関スル法律により、北アルプス鳥獣保護区が拡大され、北アルプスの主要な山域が指定された[44]。
- 1999年（平成11年）9月15日：鳥獣保護及狩猟ニ関スル法律により、保護繁殖を特に図る必要がある鳥獣に指定される[45]。
- 2003年（平成15年）4月15日：鳥獣保護及狩猟ニ関スル法律を全部改正した鳥獣の保護及び狩猟の適正化に関する法律により、希少鳥獣に指定される[46]。
- 2012年（平成24年）9月18日：中央環境審議会野生生物部会において、「ライチョウの保護増殖事業計画の策定について」答申がなされた[47]。

地球温暖化、低地からの捕食者（アカギツネ、テン、ハシブトガラス、チョウゲンボウ、ニホンザルなど）の侵入および増加、低地からの他の動物の侵入（イノシシ、ニホンジカ、ニホンザルなど）とそれに伴う植生の破壊などにより生息数は減少している。1980年代に行われた縄張りの垂直分布調査から、「年平均気温が3℃上昇した場合、日本のライチョウは絶滅する可能性が高い」ことが指摘されている。木曽駒ヶ岳ではロープウェイの設置による登山客の増加に伴い、残飯を求めて捕食者のテンやキツネ、ハシブトガラスなどが侵入したため、1965年頃までは確認されていたものの絶滅したとされる。2018年7月に木曾駒ヶ岳で登山者による撮影例があり、8月に調査が行われ卵と巣が発見された。採取された羽毛の遺伝子解析から乗鞍岳から飛来した個体と考えられ、2018年11月にも複数の撮影例があることから2017年から2018年にかけて少なくともメス1羽が定着していたと考えられている。白山では1930年代に絶滅したと考えられていたが、2009年5月に撮影例があり同年6月の調査でもメス1羽が確認された（2011年の時点で、2010年にも確認例がある）。2011年に発表された2009年に白山で発見された個体と1936年に採取された白山産の剥製標本のミトコンドリアDNA制御領域の分子系統解析では、いずれも飛騨山脈や乗鞍岳・御岳山でみられるハプロタイプに含まれるという解析結果が得られており、2009年に発見された個体はこれらの地域から飛来してきたと考えられている。
1955年に、国の特別天然記念物に指定されている。1993年に国内希少野生動植物種に指定され、卵も含め捕獲・譲渡などが原則禁止されている。
絶滅危惧IB類 (EN)（環境省レッドリスト）
- 絶滅：石川県
- 絶滅危惧IA類：山梨県
- 絶滅危惧I類：新潟県[52]、富山県、岐阜県[53]
- 絶滅危惧II類：長野県、静岡県

#### 飼育と野生への再導入
上記のように危機的な保全状況にあるため、飼育下繁殖と地域個体群が絶滅したエリアへの再導入が繰り返し試みられている。
1960年に白馬岳で捕獲した個体（オス1羽、メス2羽、ヒナ4羽の計7羽）を富士山へ移し、1966年に9羽が確認されて繁殖にも成功したが、1970年以降の目撃情報はなく定着しなかった。2015 - 2016年に乗鞍岳で22個の卵が採取され、人工孵化させる試みが進められた。梅雨時の悪天候や捕食者による雛の死亡率が高いため、孵化直後の雛を母親と一緒にケージで保護し飛翔できるようになったら放鳥するという試みが進められている。日本での1961 - 1985年における繁殖期の縄張りから推定した生息数は、2,953羽とされる。2000年代に同様の調査から推定した生息数は、約1,700羽とされる。富山県の立山の生息地で立山黒部アルペンルートの開発前後で生息数が約250羽から約150羽（1983年）に減少したと調査報告されている。
2019年時点で5施設（いしかわ動物園、大町山岳博物館、恩賜上野動物園、富山市ファミリーパーク、那須どうぶつ王国）で合計29羽（オス18、メス11羽）が飼育されている。長野市茶臼山動物園は2024年に三度目となる飼育を始めた。
- 1963年（昭和38年）：生態研究のため、大町山岳博物館（長野県大町市）が飼育研究を開始。
- 1966年（昭和41年）：富山県も飼育研究を開始。
- 1967年（昭和42年）7月：南アルプス北岳から山梨県金峰山に5羽が移植されたが、定着しなかった。定着しなかった理由として、隠れ家や営巣場所となるハイマツ帯の面積が小さかったことや、山体の形成年代が新しく餌となる高山植物が十分に無かったため、とされている。
- 1969年（昭和44年）：山梨県も飼育研究を開始。しかし各県の飼育は、寄生虫や家禽類起源の感染症、サルモネラ菌、トリアデノウイルス、緑膿菌[55]などにより死滅する例が多く、安定した増殖には繋がっていない。
- 2008年（平成20年）12月5日：ノルウェー領スバールバル諸島産の大型亜種スバールバルライチョウが、上野動物園で公開されており、そこで生まれた個体が長野市茶臼山動物園や富山市ファミリーパーク[16]でも公開。

富山市ファミリーパークでは、募金によりライチョウの飼育・繁殖技術の確立と野生復帰を目指す「ライチョウ基金」を設立している。
中央アルプスの駒ケ岳（木曽駒ヶ岳）では、環境省信越自然環境事務所が2022年8月に22羽を放鳥した（12日に茶臼山動物園からの成鳥3羽を、13日に那須どうぶつ王国からの家族8羽を、14日に那須どうぶつ王国からの2家族11羽）。

### 国際ライチョウシンポジウム
ライチョウ属などの研究に関する国際的なシンポジウムがほぼ3年ごとに開催されている。2012年7月20日-24日に長野県松本市で「第12回国際ライチョウシンポジウム」が開催された。

#### 開催地
- 第9回： 中国北京、2002年[59]
- 第10回： フランス、2005年9月26日-30日[59]
- 第11回： カナダ、2008年
- 第12回： 日本長野県松本市、2012年7月20日-24日

### 地方自治体の鳥としての指定
以下の地方自治体の鳥に指定されている。

#### 都道府県
- 富山県
- 長野県
- 岐阜県

#### 市町村
- 大町市 （長野県）
- 関ケ原町 （岐阜県、町のシンボル）
- 小坂町 （のちの岐阜県下呂市）
- 芦安村 （のちの山梨県南アルプス市）
- 三岳村 （のちの長野県木曽郡木曽町）
- 長谷村 （のちの長野県伊那市）

#### 日本国外
- カナダヌナブト準州

### マスコットキャラクターに採用している団体
- 富山県警察、富山県交通安全協会「とやまるくん」[60]
- 立山町「らいじぃ」[60]
- カターレ富山「ライカくん」
- 富山グラウジーズ「グラッキー」
- 富山GRNサンダーバーズ「ライティー」
- 富山競輪場「ライちゃん」
- 松本山雅FC「ガンズくん」[61]

## 関連文献

### 写真集
- 水越武『雷鳥―日本アルプスに生きる』平凡社、1991年7月。ISBN 4582529275。
- 高木清和『雷鳥』山と溪谷社、1994年5月。ISBN 4635590305。
- 若林繁『らいちょう 厳しい自然の中に生きる立山の雷鳥』光村印刷、1994年9月。ISBN 4896158296。

### 絵本
- 天野明『ライチョウの四季―200万年を生きた鳥』大日本図書、1980年1月20日。ISBN 4477165552。
- 遠藤和子『ライチョウは生きる』小峰書店、1988年7月。ISBN 4338069090。